# Yếu tố mở đầu ở vi khuẩn
Sinh vật nhân sơ yêu cầu sử dụng ba yếu tố mở đầu: IF1, IF2 và IF3 để có thể tiến hành dịch mã

## IF1
Yếu tố mở đầu nhân sơ-1 liên kết với tiểu phần 30S ribosome ở vị trí A và ngăn chặn một aminoacyl-tRNA xâm nhập vào. IF1 điều chỉnh IF2 liên kết với ribosome bằng cách tăng ái lực của IF2 với ribosome. Nó cũng có thể ngăn chặn tiểu đơn vị 50S liên kết với 30S, từ đó ngăn chặn sự hình thành của đơn vị 70S. Nó cũng chứa một nếp gấp β-domain phổ biến cho các protein liên kết với axit nucleic.

## IF2
Yếu tố khởi đầu nhân sơ-2 liên kết với một tRNA mở đầu và kiểm soát sự xâm nhập của tRNA đó vào ribosome. IF2, được gắn với GTP, liên kết với trang vùng P của tiểu phần 30S. Sau khi kết hợp với tiểu phần 30S, fMet-tRNAf liên kết với IF2, sau đó IF2 chuyển tRNA vào mặt P. Khi tiểu đơn vị 50S gắn vào, nó giúp thủy phân GTP thành GDP và Pi, gây ra sự thay đổi về cấu tạo trong IF2 khiến IF2 giải phóng và cho phép ribosome 70S hình thành.

## IF3
Yếu tố khởi đầu nhân sơ-3 không được tìm thấy phổ biến ở tất cả các loài vi khuẩn nhưng ở E. coli, yếu tố này là cần thiết để tiểu phần 30S liên kết với vị trí khởi đầu trong mRNA. Ngoài ra, yếu tố còn có một số nhiệm vụ khác bao gồm ổn định các tiểu phần 30S tự do, tạo điều kiện cho các tiểu đơn vị 30S gắn với mRNA và kiểm tra độ chính xác so với aminoacyl-tRNA đầu tiên. Nó cũng cho phép ghép cặp codon-anticodon nhanh cho tRNA của trình khởi tạo để tạo liên kết nhanh chóng. IF3 cần phải có bởi tiểu đơn vị nhỏ để tạo thành các phức hợp khởi đầu, nhưng phải được giải phóng để cho phép tiểu phần 50S liên kết tạo nên 70S.